# Neopseustis moxiensis
Neopseustis moxiensis là một loài bướm đêm thuộc họ Neopseustidae. Nó được Liusheng Chen, Mamoru Owada, Min Wang, và Yang Long miêu tả năm 2009. Nó được tìm thấy ở Tỉnh Tứ Xuyên ở Trung Quốc. Sải cánh dài 19–20 mm.